# 达乌里卷耳
达乌里卷耳（学名：Cerastium dahuricum）为石竹科卷耳属的植物。分布于哈萨克、伊朗、蒙古、俄罗斯以及中国大陆的新疆等地，生长于海拔1,000米至2,800米的地区，一般生长在山地灌丛中，目前尚未由人工引种栽培。